# Mixodigma leptaleum
Mixodigma leptaleum is een lintworm (Platyhelminthes; Cestoda). De worm is tweeslachtig. De soort leeft als parasiet in andere dieren.
Het geslacht Mixodigma, waarin de lintworm wordt geplaatst, wordt tot de familie Mixodigmatidae gerekend. De wetenschappelijke naam van de soort werd voor het eerst geldig gepubliceerd in 1982 door Dailey & Vogelbein.